# 骨灰罈

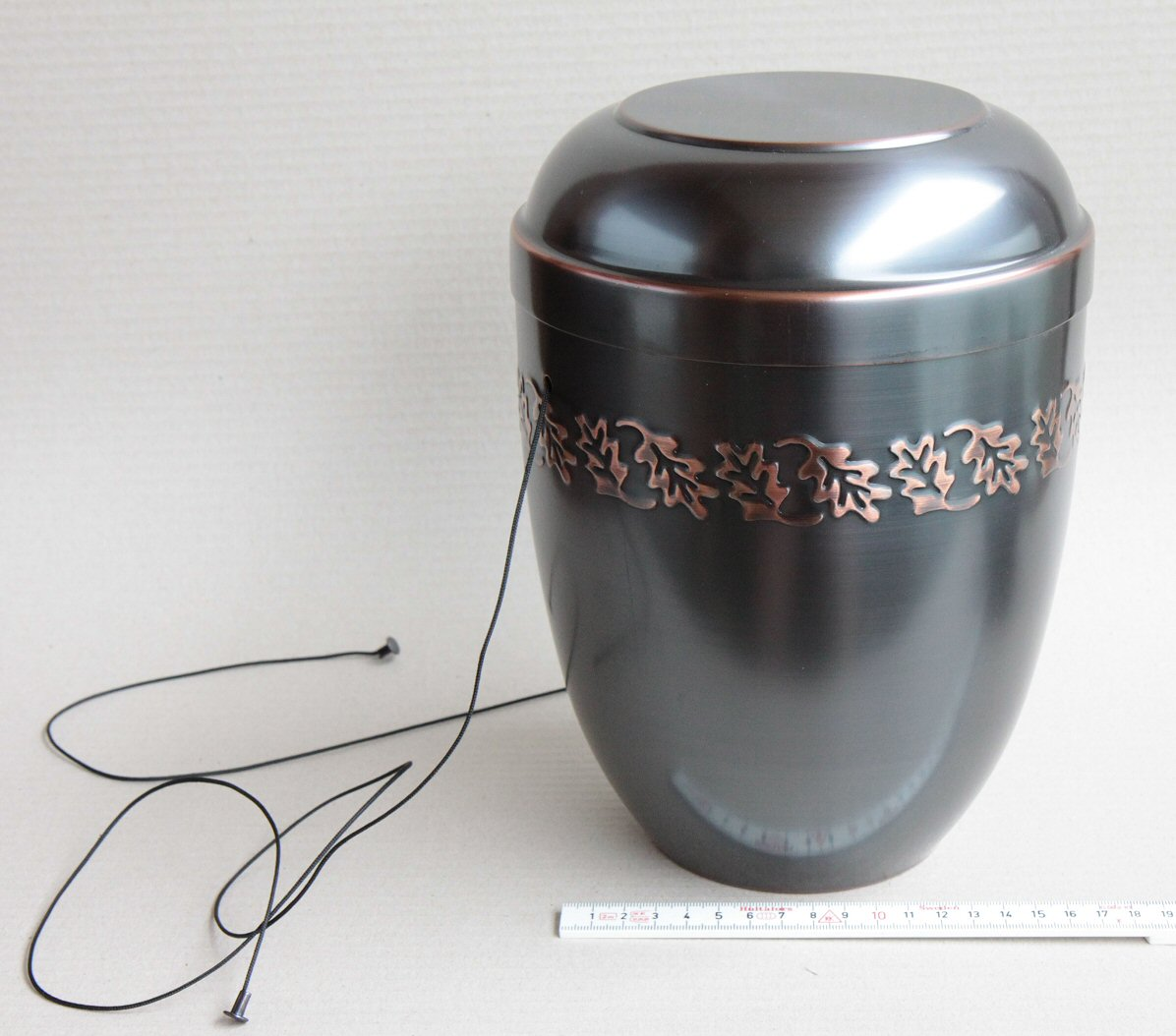
現代西式骨灰罈

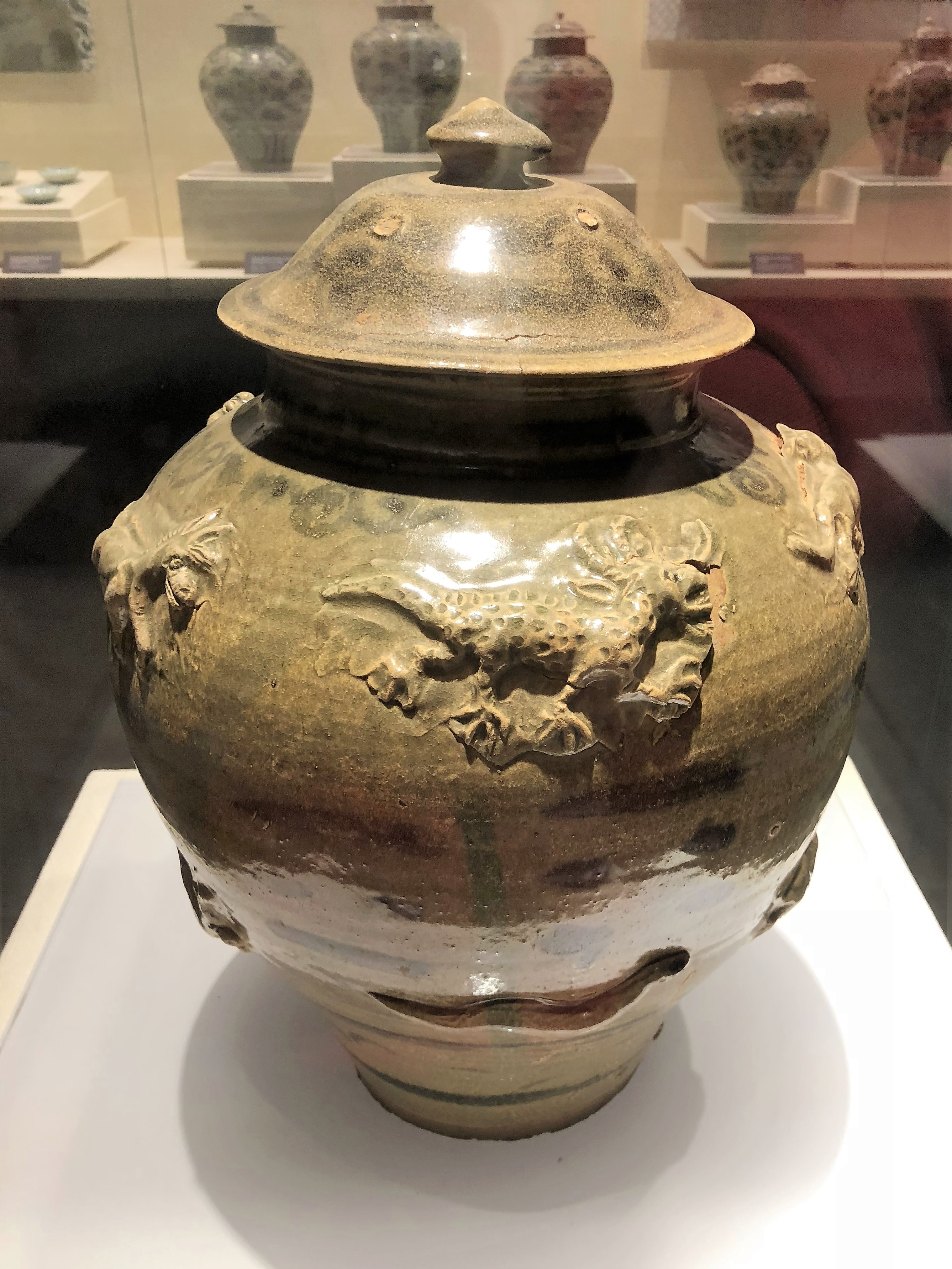
明代云南窑青花十二生肖纹火葬罐

骨灰罈，又稱骨灰甕、骨灰罌、骨灰盅、骨灰壺、骨灰瓮、骨灰罐、骨灰盒、金甕、火葬罐等，又被戲稱為死神的餐盒，是指屍體在火葬後，用來盛裝剩下骨灰的容器，通常骨灰罈會納入靈骨塔內祭拜。

## 材質
材質主要以陶瓷為主，近期才有玉石類的骨灰罈出現。

## 參閱
- 骨灰
- 廚子甕
- 金斗甕（又稱「金塔」，洗骨葬用作盛載先人骸骨的容器）

## 外部連結
- Getty. Art & Architecture Thesaurus. Urns （页面存档备份，存于）